# Metropolia maltańska

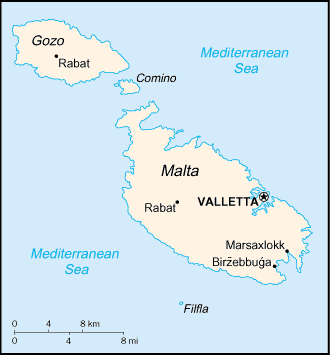
Metropolia maltańska

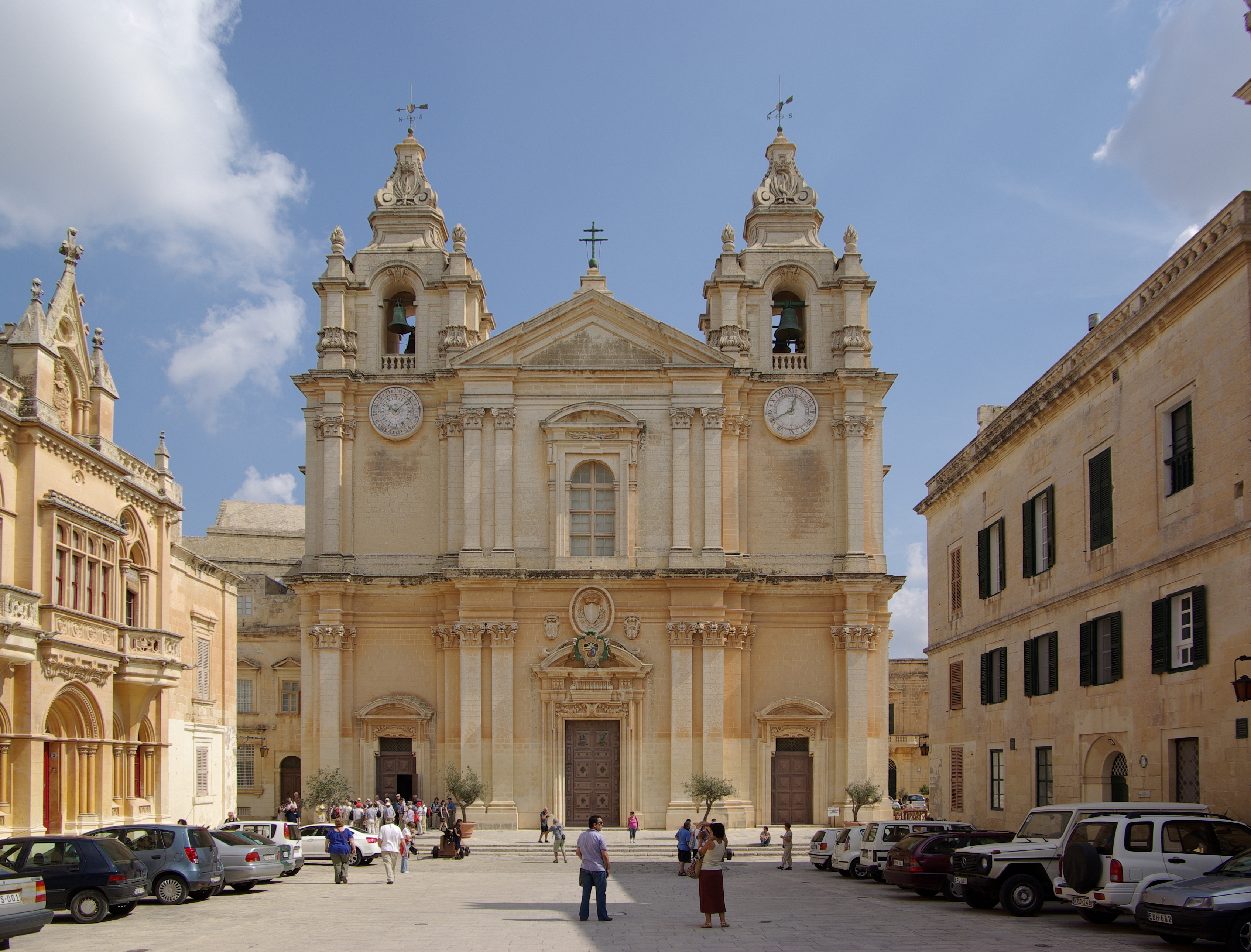
Katedra św. Pawła w Mdinie

Metropolia maltańska – metropolia obrządku łacińskiego, obejmująca swoim zasięgiem Maltę.

## Dane ogólne
- Powierzchnia: 316  km²
- Parafie: 85
- Ludność: 432 400
  - Katolicy: 405 977
  - Udział procentowy: 93,8%
- Księża:
  - diecezjalni: 472
  - zakonni: 383
- Zakonnicy: 471
- Siostry zakonne: 978

## Historia
Metropolia maltańska powstała 1 stycznia 1944 r. po podziale ówczesnej diecezji maltańskiej i wyodrębnieniu z niej nowej diecezji Gozo. 

## Podział administracyjny
1. Archidiecezja maltańska
2. Diecezja Gozo

## Metropolici
- abp Mikiel Gonzi (1944–1976)
- abp Joseph Mercieca (1976–2006)
- abp Paul Cremona (2006–2014)
- abp Charles Scicluna (od 2015)